# Michael Forsyth (baron Forsyth de Drumlean)
Michael Bruce Forsyth, baron Forsyth de Drumlean, (né le 16 octobre 1954) est un financier britannique et homme politique conservateur, qui est député de Stirling de 1983 à 1997 et ministre dans le cabinet de John Major en tant que Secrétaire d'État pour l'Écosse de 1995 à 1997.
Il est président de Secure Trust Bank et administrateur de J&J Denholm et de Denholm Logistics Ltd, ainsi qu'administrateur et président de Hyperion Insurance Group jusqu'à sa fusion avec RKH Group en 2015. Ancien vice-président de JPMorgan Chase UK et d'Evercore Partners International, il est fait chevalier en 1997 et nommé à la Chambre des lords en 1999. Il est membre du Conseil privé et siège aux conseils de développement de la Royal Society et de la National Portrait Gallery. Il est également ancien président de la Royal Highland and Agricultural Society of Scotland.
Il est nommé pour un deuxième mandat à la commission des affaires économiques de la Chambre des lords en 2015 et comme président à la suite des élections de 2017. Il est président de la Steamboat Association of Great Britain.

## Jeunesse
Forsyth est né à Montrose, à Angus, en Écosse. Il fait ses études à Arbroath High School et à l'Université de St Andrews (1972–76). Il est président de l'Association conservatrice de l'Université St Andrews de 1973 à 1976. À St Andrews, Forsyth développe une passion pour le débat, l'histoire, la science et les campagnes.

## Carrière parlementaire
Après avoir quitté l'université, Forsyth est élu pour la première fois au conseil municipal de Westminster de 1978 à 1983. Il est ensuite élu aux élections générales de 1983 comme député de la circonscription de Stirling. Son premier poste au gouvernement est celui de Secrétaire parlementaire privé du ministre des Affaires étrangères de l'époque, Geoffrey Howe de 1986 à 1987. En 1987, il est nommé au Scottish Office, d'abord en tant que sous-secrétaire d'État (1987-1990), puis ministre d'État (1990-1992), chargé de la santé, de l'éducation, du travail social et des sports. Il est également président du Parti conservateur écossais de 1989 à 1990.
Il est ministre d'État au ministère de l'Emploi (1992-1994), puis au ministère de l'Intérieur (1994-1995), puis devient membre du cabinet de John Major en 1995 en tant que Secrétaire d'État pour l'Écosse. En 1996, en tant que secrétaire écossais, Forsyth organise le transfert de la Pierre du destin de l'Abbaye de Westminster au château d'Édimbourg.
Forsyth est réélu en 1987 et 1992 avec de petites majorités de moins d'un millier de voix, mais perd son siège aux élections générales de 1997 au Royaume-Uni.

## Politique en Écosse
Forsyth fait campagne contre le droit du Parlement écossais de faire varier le taux de base de l'impôt sur le revenu jusqu'à trois pence dans la livre, qu'il a surnommé la « taxe Tartan ». La résistance de Forsyth a été largement attribuée à la décision inattendue du Parti travailliste - amèrement critiquée par les libéraux-démocrates et le Parti national écossais - de séparer la question de la fiscalité lors d'un référendum en deux questions sur la dévolution.
En 2009-2010, il est membre de la Commission Sanderson qui rend compte de l'organisation du Parti conservateur et, en 2010-2011, membre de l'enquête indépendante de Philips sur l'écrasement du Chinook de la RAF en Écosse en 1994 sur le Mull of Kintyre, établie par le Secrétaire d'État à la Défense.

## Chambre des lords
Forsyth est nommé au Conseil privé en 1995, et fait chevalier en 1997 puis élevé à la pairie en tant que baron Forsyth de Drumlean, de Drumlean à Stirling (Drumlean est une petite région près d'Aberfoyle dans le Stirlingshire) le 14 juillet 1999. Il occupe plusieurs postes aux Lords : membre de la Commission on Strengthening Parliament (1999-2000), du Select Committee on the Monetary Policy Committee of the Bank of England, du Joint Committee of both Houses of Parliament on Reform of the House of Lords, et du Select Committee sur la formule Barnett. D'octobre 2005 à octobre 2006, il est président de la Commission de réforme fiscale du Parti conservateur, établie par le chancelier fantôme de l'Échiquier, George Osborne. Il est membre du comité restreint de la Chambre des lords sur les affaires économiques de 2007 à 2011, du comité mixte sur la stratégie de sécurité nationale et du comité spécial spécial sur le soft power. Il est nommé pour un deuxième mandat à la commission des affaires économiques de la Chambre des lords en 2015 et comme président à la suite des élections de 2017.

## Carrière dans les Affaires
Après avoir quitté la Chambre des communes, Forsyth accepte des postes dans la ville de Londres. Il rejoint Flemings en tant que directeur du Corporate Finance et, après la vente de la banque à JPMorgan Chase il est devenu vice-président Investment Banking Europe chez JPMorgan (1999-2001) puis vice-président de JPMorgan (2002-05). Il rejoint Evercore Partners International LLP, une banque d'investissement, en 2005 - quittant son poste de vice-président en mars 2012. Il est administrateur de NBNK Investments PLC, et administrateur et président de Hyperion Insurance Group jusqu'à sa fusion avec RKH Group en 2015. Il est actuellement président de Secure Trust Bank et administrateur de J&J Denholm Ltd et de Denholm Logistics Ltd. Il est en outre président de Safor Ltd.

## Philanthropie et vie personnelle
Forsyth épouse Susan Clough en Cumbria en 1977 et ils ont trois enfants. Il est le fondateur du Pimlico Tree and Preservation Trust, maintenant le Westminster Tree Trust. En 2010, il gravit la plus haute montagne de l'Antarctique, le mont Vinson, en soutien au CINI et à Marie Curie Cancer Care ayant déjà gravi le mont Aconcagua et le mont Kilimandjaro, les plus hautes montagnes des Amériques et de l'Afrique respectivement . Ses réalisations caritatives en matière de collecte de fonds sont substantielles avec 220 000 £ pour DebRA pour l'ascension du mont Kilimandjaro, 420 000 £ pour le CINI et Marie Curie Cancer Care pour l'ascension du mont Vinson, et 500 000 £ pour soutenir les familles des victimes du 11 septembre en organisant un dîner dans la ville de Londres.